# Cochran (Familienname)
Cochran ist ein englischer Familienname.

## Namensträger

### A
- Alexander Gilmore Cochran (1846–1928), US-amerikanischer Politiker
- Alexander Smith Cochran (1874–1929), US-amerikanischer Geschäftsmann, Regattasegler und Philanthrop
- Andrea Cochran (* 1954), US-amerikanische Landschaftsarchitektin

### B
- Barbara Ann Cochran (* 1951), US-amerikanische Skirennläuferin
- Bob Cochran (* 1951), US-amerikanischer Skirennläufer

### C
- Charles F. Cochran (1846–1906), US-amerikanischer Politiker
- Commodore Cochran (1902–1969), US-amerikanischer Leichtathlet

### D
- Dean Cochran (* 1969), US-amerikanischer Filmschauspieler
- Dick Cochran (* 1938), US-amerikanischer Diskuswerfer
- Doris Mable Cochran (1898–1968), US-amerikanische Herpetologin

### E
- Eddie Cochran (1938–1960), US-amerikanischer Rock’n’Roll-Musiker

### G
- Gregory M. Cochran (* 1953), US-amerikanischer Physiker und Anthropologe.

### H
- Hank Cochran (1935–2010), US-amerikanischer Songschreiber und Country-Musiker
- Horace Merle Cochran (1892–1973), US-amerikanischer Botschafter in Indonesien und Pakistan

### J
- Jackie Lee Cochran (1934–1998), US-amerikanischer Rockabilly-Musiker
- Jacqueline Cochran (1906/1910–1980), US-amerikanische Fliegerin
- James Cochran (Politiker, um 1767) (um 1767–1813), US-amerikanischer Politiker (North Carolina)
- James Cochran (Politiker, 1769) (1769–1848), US-amerikanischer Politiker (New York)
- James Cochran (Künstler) (* 1973), australischer Künstler
- Jay Cochran (* 1963), US-amerikanischer Autorennfahrer
- Jimmy Cochran (James Cochran; * 1981), US-amerikanischer Skirennläufer
- John Cochran (Mediziner) (1730–1807), US-amerikanischer Mediziner
- John Cochran (Künstler), britischer Miniaturist und Graveur
- John J. Cochran (1880–1947), US-amerikanischer Politiker
- John P. Cochran (1809–1898), US-amerikanischer Politiker
- Johnnie Cochran (1937–2005), US-amerikanischer Rechtsanwalt
- Joseph Cochran (1855–1905), US-amerikanischer Missionar und Mediziner

### L
- Leslie Cochran (1951–2012), US-amerikanischer Obdachloser
- Lindy Cochran (* 1953), US-amerikanische Skirennläuferin

### M
- Marilyn Cochran (* 1950), US-amerikanische Skirennläuferin

### N
- Neil Cochran (* 1965), britischer Schwimmer
- Neil Kennedy-Cochran-Patrick (1926–1994), britischer Segler
- Norris Cochran, US-amerikanischer Beamter

### P
- Peter Cochran (Philologe) (1944–2015), britischer Philologe
- Peter Cochran (Politiker) (* 1945), australischer Politiker
- Peter Cochran (Fußballspieler) (* 1971), US-amerikanischer Fußballspieler

### R
- Robert Cochran, US-amerikanischer Produzent und Drehbuchautor
- Robert Leroy Cochran (1886–1963), US-amerikanischer Politiker
- Roy Cochran (1919–1981), US-amerikanischer Leichtathlet
- Ryan Cochran-Siegle (* 1992), US-amerikanischer Skirennläufer

### S
- Shannon Cochran (* 1958), US-amerikanische Schauspielerin
- Steve Cochran (1917–1965), US-amerikanischer Schauspieler

### T
- Thad Cochran (1937–2019), US-amerikanischer Politiker
- Thomas Childs Cochran (1902–1999), US-amerikanischer Wirtschaftshistoriker
- Thomas Cunningham Cochran (1877–1957), US-amerikanischer Politiker
- Todd Cochran (* 1951), US-amerikanischer Jazz- und Fusion-Musiker

### W
- Wayne Cochran (1939–2017), US-amerikanischer R&B- und Soul-Sänger
- Welker Cochran (1897–1960), amerikanischer Karambolagespieler
- William Cochran (Physiker) (1922–2003), britischer Physiker
- William Cochran (Schlagzeuger) (* um 1930), US-amerikanischer Schlagzeuger
- William Cochran (Sänger) (1943–2022), US-amerikanischer Opernsänger (Tenor)
- William D. Cochran (* 1950), US-amerikanischer Astronom
- William Gemmell Cochran (1909–1980), britischer Statistiker